# قارچ گندم‌گون
قارچ گندم‌گون (نام علمی: Amanita fulva) نام یک گونه از سرده قارچ قاتل است.